# Shire of Denmark
Shire of Denmark is een Local Government Area (LGA) in de regio Great Southern in West-Australië. Shire of Denmark telde 6.310 inwoners in 2021. De hoofdplaats is Denmark.

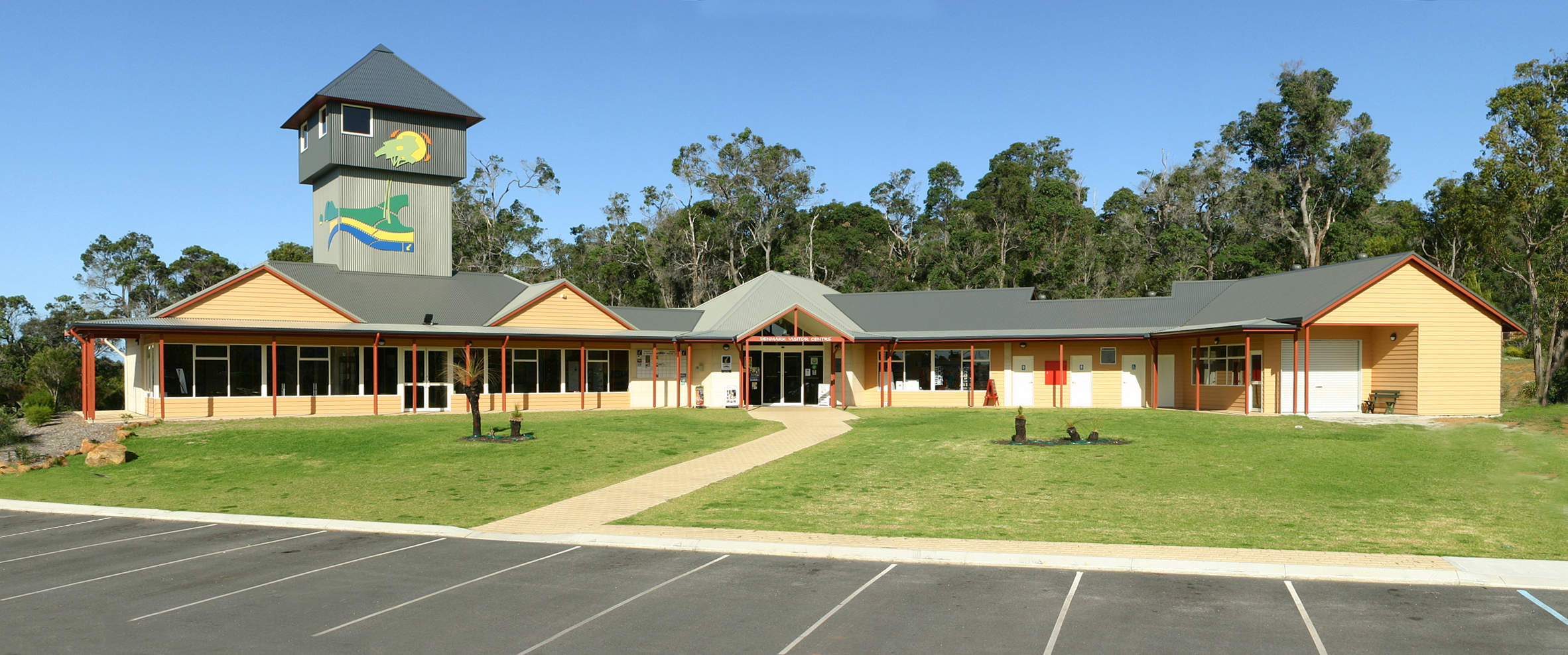
Toerismekantoor van Denmark

## Geschiedenis
Het 'Denmark Road District' werd 22 september 1911 opgericht. Ten gevolge de 'Local Government Act' van 1960 veranderde het district op 23 juni 1961 van naam en werd de 'Shire of Denmark'.

## Beschrijving
'Shire of Denmark' is een district in de regio Great Southern. Het ligt ongeveer 420 kilometer ten zuidzuidoosten van de West-Australische hoofdstad Perth en 55 kilometer ten westen van de belangrijkste plaats in de regio, Albany. 'Shire of Denmark' is ongeveer 1.860 km² groot en telde 6.310 inwoners in 2021. Er ligt 222 kilometer verharde en 695 kilometer onverharde weg. Het district heeft een 84 kilometer lange kuststrook.
De lokale economie bestaat voornamelijk uit toerisme, wijnbouw, detailhandel, plattelandsnijverheid, landbouw en visserij. Toeristische trekpleisters in het district zijn onder meer:
- de 'Valley of the Giants Treetop Walk';
- het Bibbulmunwandelpad en de Munda Biddi Trail;
- de 'Walpole Wilderness Area';
- het historisch museum;
- rivieren en inhammen waar aan watersport kan gedaan worden.

## Plaatsen, dorpen en lokaliteiten
- Bow Bridge
- Denmark
- Hay
- Hazelvale
- Kentdale
- Kordabup
- Mount Lindesay
- Mount Romance
- Nornalup
- Ocean Beach
- Parryville
- Peaceful Bay
- Scotsdale
- Shadforth
- Tingledale
- Trent
- nationaal park William Bay